# Charles Jalabert
Charles Jalabert (Nîmes, 1º gennaio 1819 – Parigi, 8 marzo 1901) è stato un pittore francese.

## Biografia
Charles François Jalabert, nacque a Nîmes, nel sud della Francia.
Mostrò fin da piccolo uno spiccato talento e una viva inclinazione per il disegno e la pittura, tanto che seguì i corsi di Alexandre Colin (1798-1875) presso la Scuola di disegno di Nîmes, diventandone l'allievo. Ma suo padre, convinto che una carriera commerciale sarebbe stata economicamente più vantaggiosa, lo inviò a Parigi perché la seguisse. Fu proprio il suo datore di lavoro, invece, che lo incoraggiò a seguire la sua vocazione. 

Nel 1839, dunque, Jalabert venne ammesso nell'atelier di Hippolyte Delaroche (1797-1856). Poco tempo dopo, però, l'atelier dovette chiudere per un tragico episodio di nonnismo e Jalabert rimase molto deluso: manterrà infatti un'incrollabile sentimento di amicizia per il suo Maestro fino alla morte di quest'ultimo.
Nel 1841 gli fu assegnato il secondo prix de Rome in pittura, ma in seguito non riuscì mai ad ottenere il primo premio, nonostante tre tentativi. Decise allora di partire per Roma a sue spese nel 1843.
Tornato in patria quattro anni dopo, Jalabert cominciò ad esporre al "Salon" con una tela che rappresentava il poeta Virgilio. Non vinse nessuna medaglia, ma quella tela fece la sua fortuna e impresse una svolta alla sua carriera. Fu infatti acquistata dallo Stato per il "Musée du Luxembourg". Questo fatto lo collocò rapidamente nella cerchia dei pittori di nome dell'alta società parigina e gli permise di frequentare salotti di rango, in particolare quello di Apollonie Sabatier.
Inoltre, il suo amico Jean-Léon Gérôme lo presentò all'editore parigino Adolphe Goupil, che gli assicurò un'ampia diffusione delle sue opere e una rassicurante stabilità finanziaria.

Da lì in poi espose con regolarità al Salon, presentando soggetti religiosi ed episodi storici e, dal 1863, divenne il ritrattista più rinomato ed ebbe numerosi incarichi dalla famiglia Borbone-Orléans.
Jalabert morì ottantaduenne a Parigi, il primo anno del ventesimo secolo.
Nel 1904 la sua città natale fece erigere un monumento alla sua memoria dallo scultore Pierre-Nicolas Tourgueneff (1853-1912).

## Opere
Selezione delle opere appartenenti a collezioni pubbliche.

### In Francia
- Parigi, Museo del Luxembourg: "Virgile"
- Paris, Théâtre-Français : "Émile Augier", olio su tela
- Museo di Belle arti di Marsiglia : "Oedipe et Antigone", 1842, olio su tela
- Municipio di Nîmes : "La République", olio su tela
- Museo di Belle arti di Nîmes:
  - "Virgile lisant ses géorgiques chez Mécène", 1847, olio su tela
  - "Marie des Abbruzes", olio su tela
- Museo di belle arti di Rouen
- Montpellier, Museo Fabre: "La belle italienne", 1847, olio su tela
- Chantilly, Museo Condé : "Marie-Amélie de Bourbon-Siciles", circa 1849, olio su tela
- Chiesa di Saint-Léger di Glisy: "Jésus marchant sur les eaux", incisione

### Negli Stati Uniti
- Baltimora, Walters Art Museum:
  - "Nymphes écoutant des morceaux d'Orphée", 1855, olio su tela
  - "Le Martyr chrétien noyé dans le Tibre", dopo il 1853, olio su tela, di Hippolyte Delaroche, terminato da Charles Jalabert
  - "Moïse sauvé des eaux", dopo il 1853, olio su tela, di Hippolyte Delaroche, terminato da Charles Jalabert
  - "Le Réveil" o "Femme à l'enfant", 1863, olio su tela
  - "Maria Pasqua", 1863, olio su legno

### Opere famose esposte al Salon
- 1847 : "Virgile"
- 1853 : "Nymphes écoutant les chants d'Orphée"
- 1863 : "Marie des Abbruzes"

### Stampe da opere di Charles Jalabert
- "Galatée", 1847, inciso da Marie-Alexandre Alophe, (1812-1883), edito da Goupil nella Revue des Arts
- "Jésus marchant sur les eaux", 1866, inciso da Amédée Varin ed Eugène Varin, stampato e pubblicato da Goupil[6]
- "Roméo et Juliette ", edizioni Goupil

## Galleria d'immagini

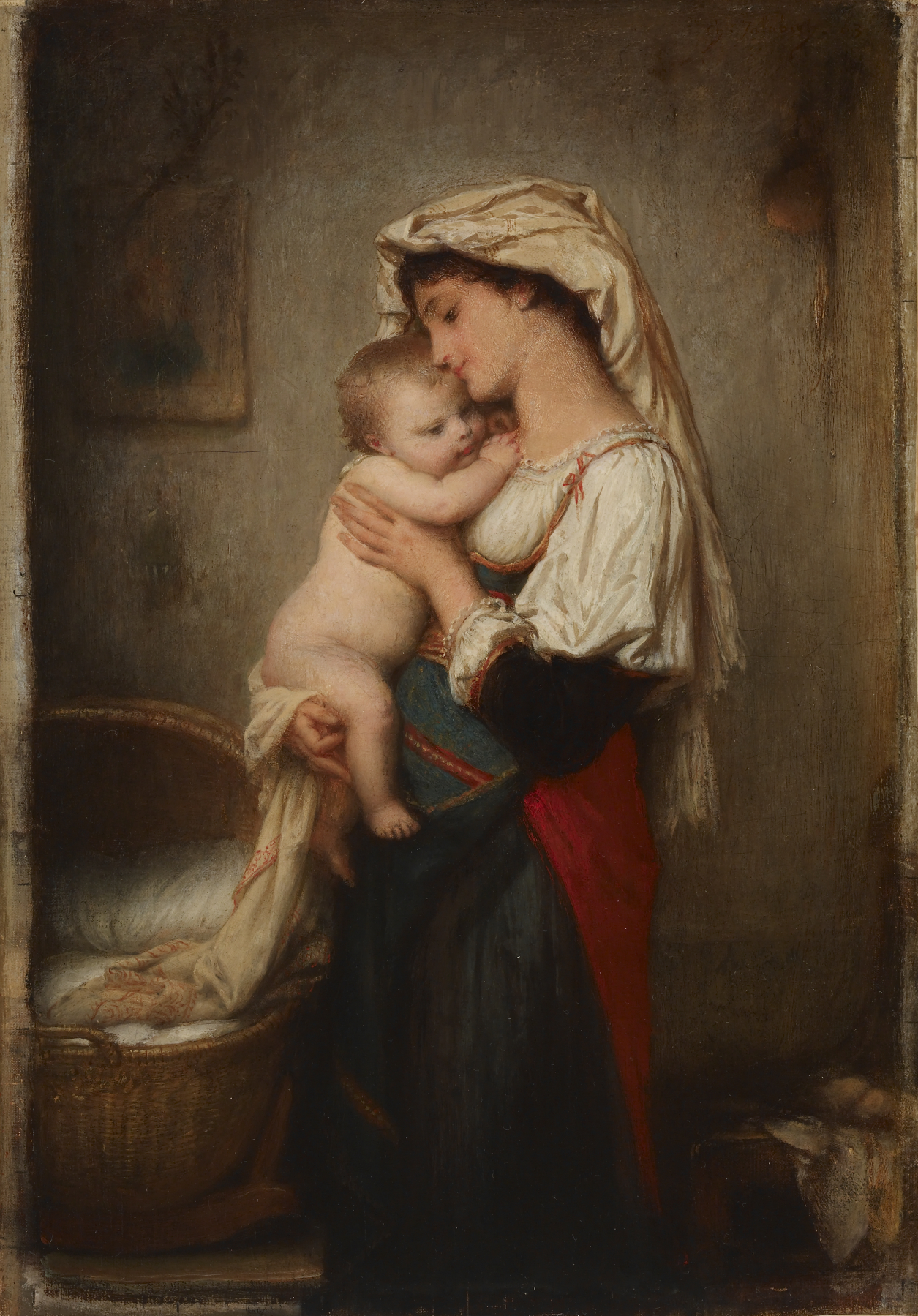
Il risveglio
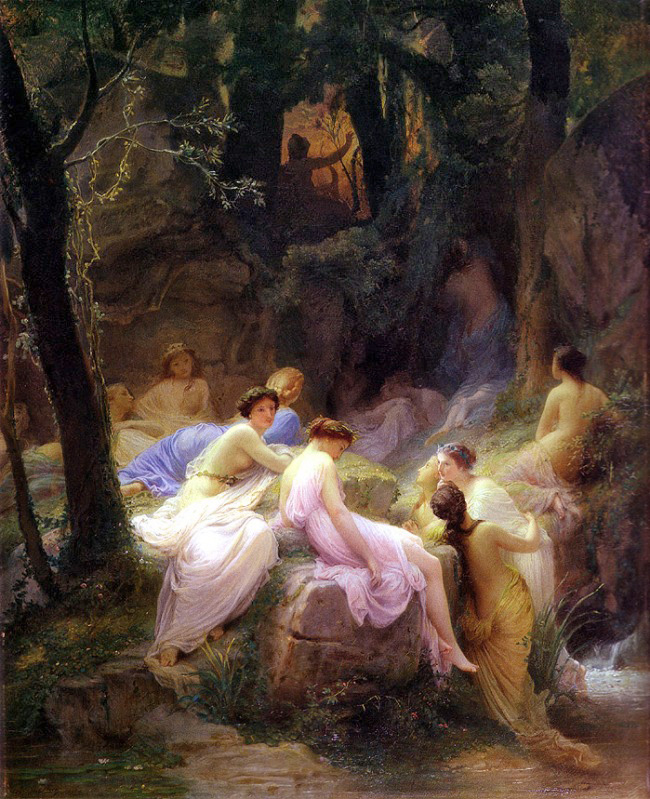
Ninfe che ascoltano il canto di Orfeo
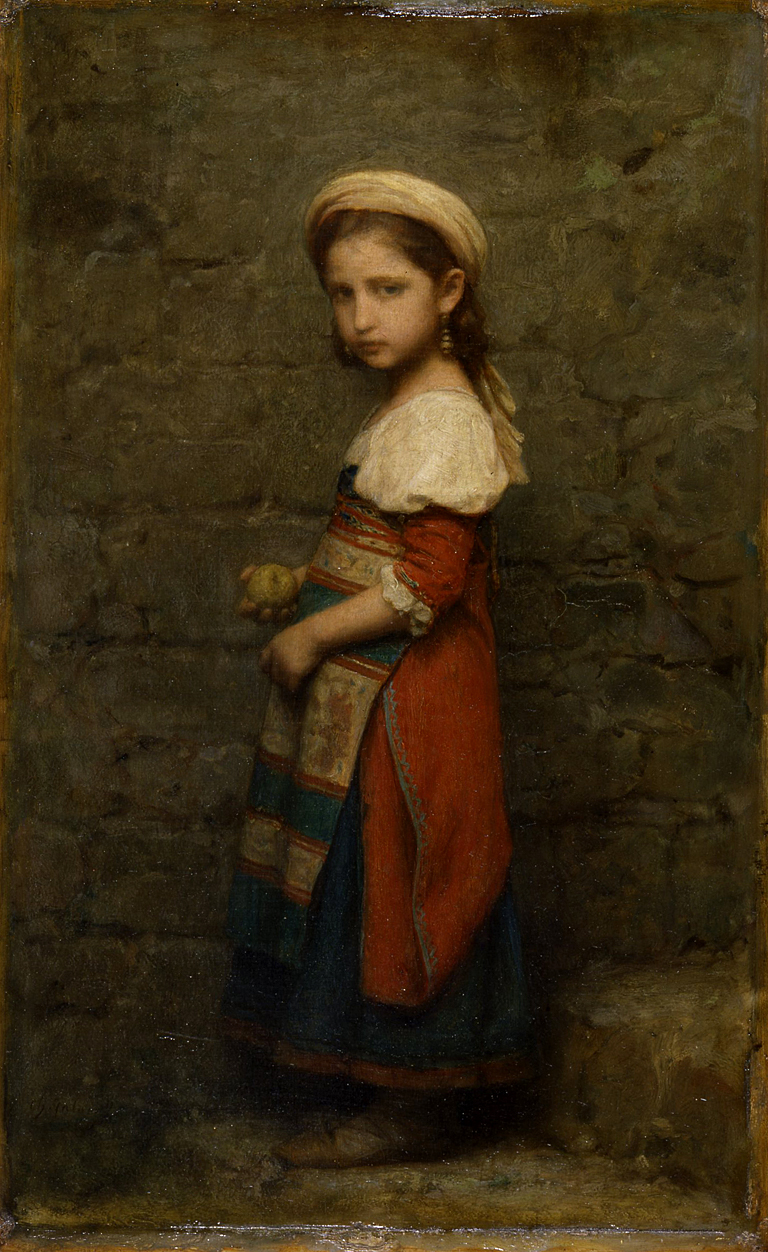
Fanciullina italiana
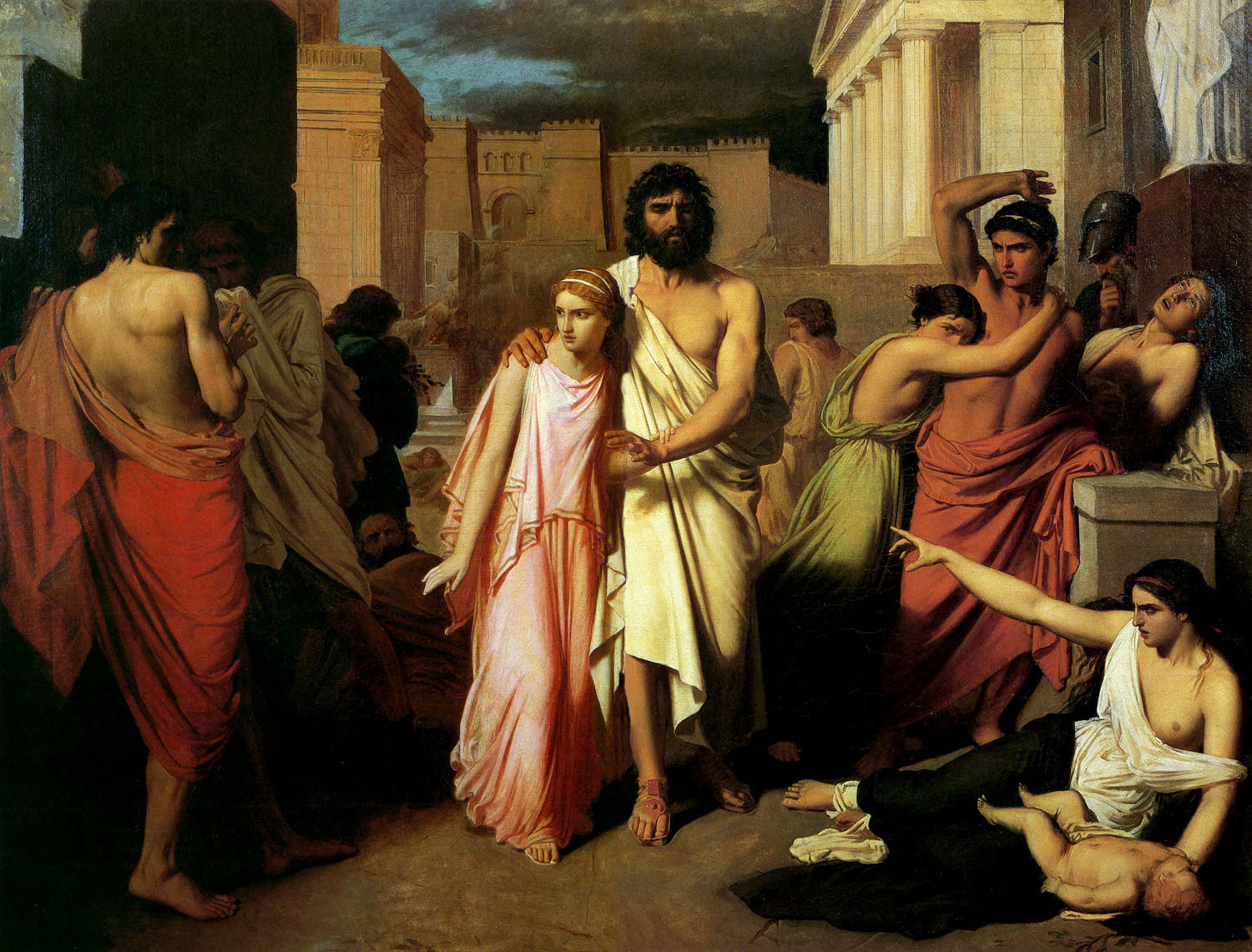
Edipo e Antigone
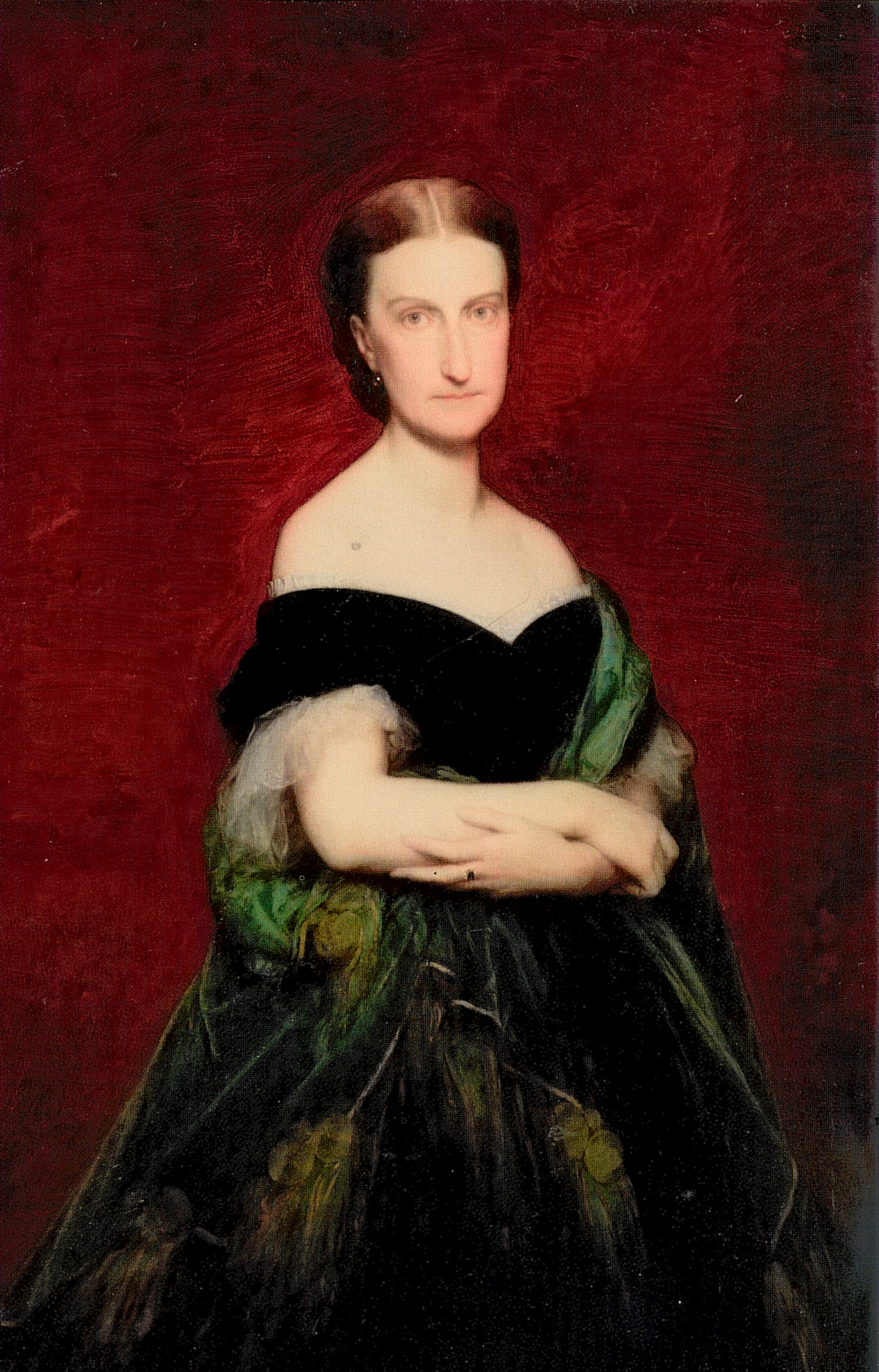
Maria Carolina Augusta di Borbone-Due Sicilie

## Esposizioni recenti
- 1981: Museo di Belle arti di Nîmes, « Charles-François Jalabert (1819-1901) »
- 2005 (dicembre) : Parigi, Galleria Talabardon e Gautier, « Le XIXe siècle »
- 2012: Parigi, Galleria Alexis Bordes, Galatée

## Allievi
- Paul Trouillebert
- Gaston Casimir Saint-Pierre